# Chiesa di Santa Croce (Trento)
La chiesa di Santa Croce è un'ex chiesa cattolica di Trento, sconsacrata e attualmente di proprietà della Fondazione Bruno Kessler. 

## Storia

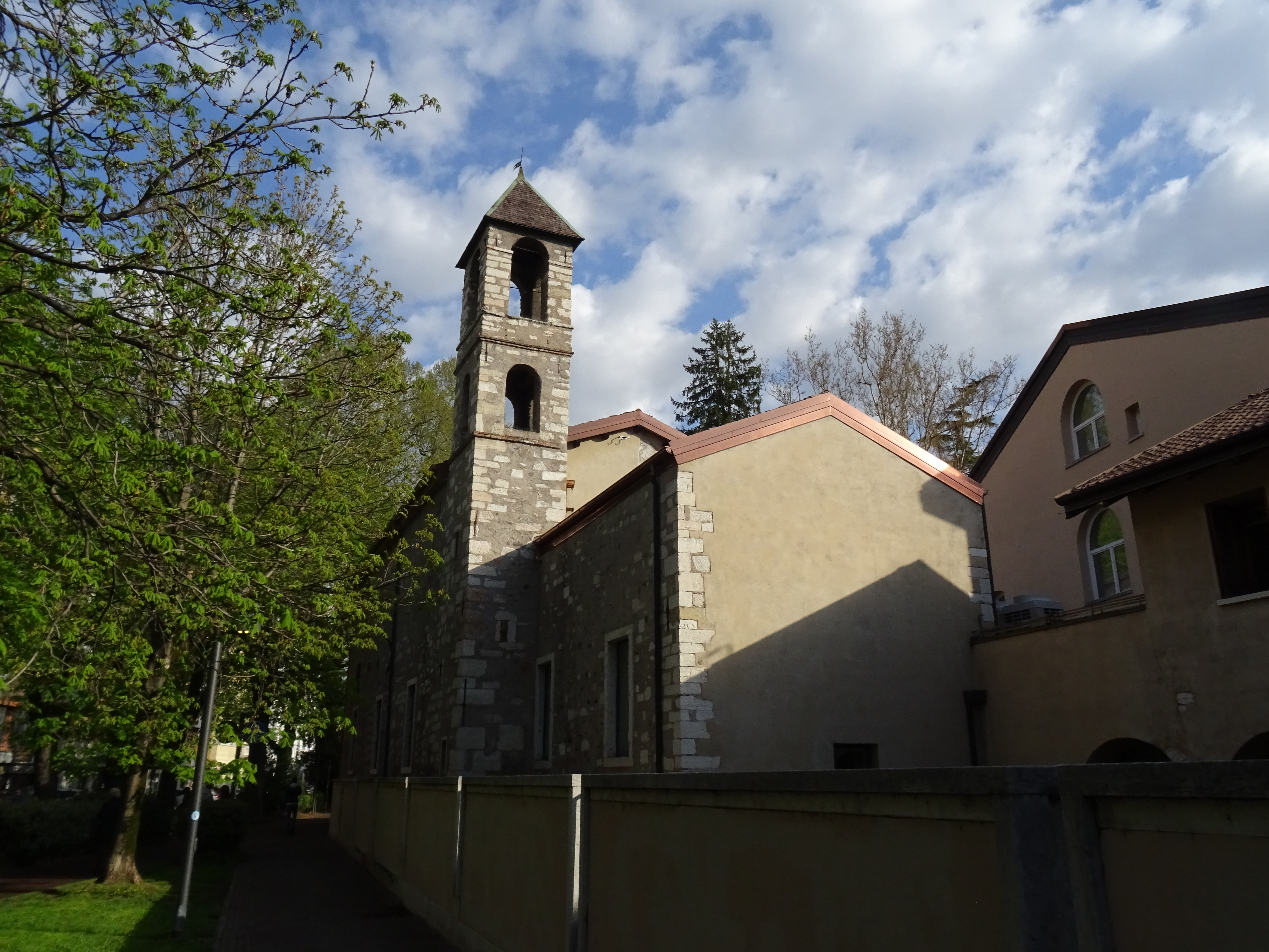
Retro e campanile

La chiesa faceva parte di un monastero che venne fondato verso il 1183 dal vescovo di Trento Salomone, che affidò il complesso ai crocigeri, i quali avevano il compito di curare e controllare i viandanti e i pellegrini che entravano a Trento; il convento acquisì progressivamente importanza, e ottenne il titolo di "ospitale". Il concilio di Trento portò ai Crocigeri trentini grande prosperità, il che, unito alla presenza in città di altri ordini dediti alle stesse mansioni, portò ad una corruzine dell'ordine, che scivolò verso il lusso e l'agiatezza; nel 1592, Ludovico Madruzzo decise quindi di togliere il convento all'ordine dei crocigeri (che di lì a poco venne anche soppresso), e per alcuni anni venne associato al seminario vescovile. Nel 1598 la chiesa venne affidata ai cappuccini, i quali comprarono anche il monastero e l'orto e portarono avanti l'attività ospedaliera originaria dei crocigeri. 
Anche sotto i cappuccini, il convento assunse una grande importanza, fino a che non vennero esiliati nel 1810 durante l'occupazione napoleonica, la chiesa messa all'asta (non trovando acquirenti) e svuotata di tutto; i frati rientrarono già nel 1814, ma non riuscirono più a recuperare il livello d'importanza raggiunto in precedenza, anche per via delle condizioni ormai malsane delle strutture.
Nel 1942, anche a causa di tre esondazioni del Fersina che danneggiarono il convento tra il 1915 e il 1924, i cappuccini si trasferirono in un nuovo monastero in collina, il convento di Santa Croce alla Spalliera (in via della Cervara, dove è stata edificata un'altra chiesa intitolata alla Santa Croce); la chiesa venne sconsacrata, e tutto il complesso monastico venne venduto al comune di Trento, e accorpato alle strutture ospedaliere della vicina chiesa di Santa Chiara, fino al trasferimento dell'ospedale in altra sede nel 1967.
Dal 1986, la chiesa e il monastero appartengono alla Fondazione Bruno Kessler (già Istituto Trentino di Cultura), di cui ospitano il Polo delle Scienze Umane e Sociali.